# Baghlan
Baghlan è una provincia dell'Afghanistan di 860 707 abitanti, che ha come capoluogo Pol-e Khomri. Confina con le province di Konduz a nord, di Takhar a nord-est, di Panjshir a sud-est, di Parvan a sud, di Bamian a sud-ovest e di Samangan a ovest.

## Suddivisioni amministrative

Distretti del Baghlan.

La provincia è suddivisa in sedici distretti:
- Andarab
- Baghlan
- Baghlani Jadid
- Burka
- Dahana i Ghuri
- Dih Salah
- Dushi
- Farang wa Gharu
- Guzargahi Nur
- Khinjan
- Khost wa Fereng
- Khwaja Hijran
- Nahrin
- Puli Hisar
- Pol-e Khomri
- Tala Wa Barfak

Nel 2005 il distretto di Kahmard è passato alla provincia di Bamiyan.